# Chiesa dell'Annunciazione di Maria Vergine (Brno)
La chiesa dell'Annunciazione di Maria Vergine (in ceco Kostel Zvěstování Panny Marie) è la parrocchiale di Tuřany, frazione di Brno, comune del Distretto di Brno-město nella Moravia Meridionale, Repubblica Ceca. Appartiene al decanato di Brno della diocesi di Brno ed è un luogo di pellegrinaggio e monumento culturale nazionale tutelato che nelle forme che ci sono pervenute risale alla metà del XVII secolo.

## Storia

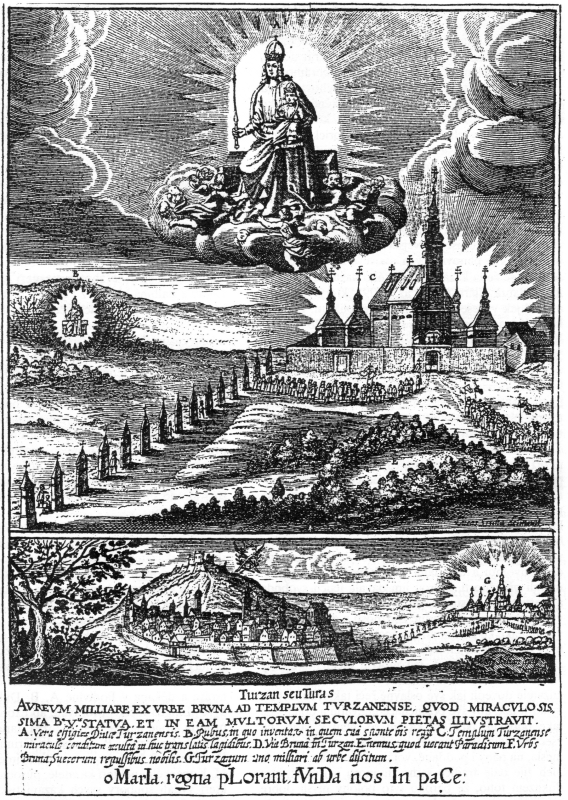
Incisione raffigurante il tempio di pellegrinaggio di Tuřany e la Vergine Maria su Brno risalente al 1658

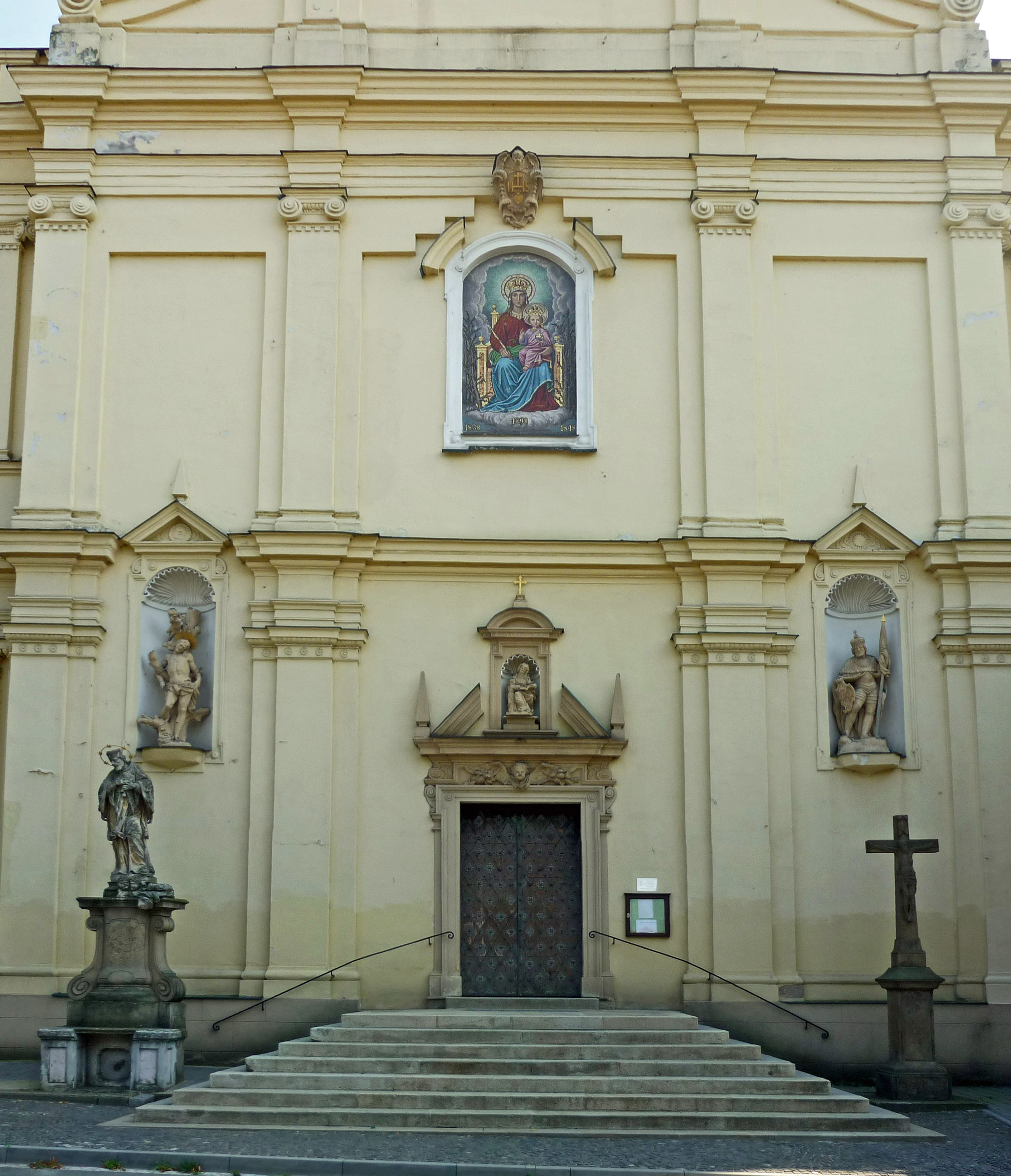
Particolare della facciata

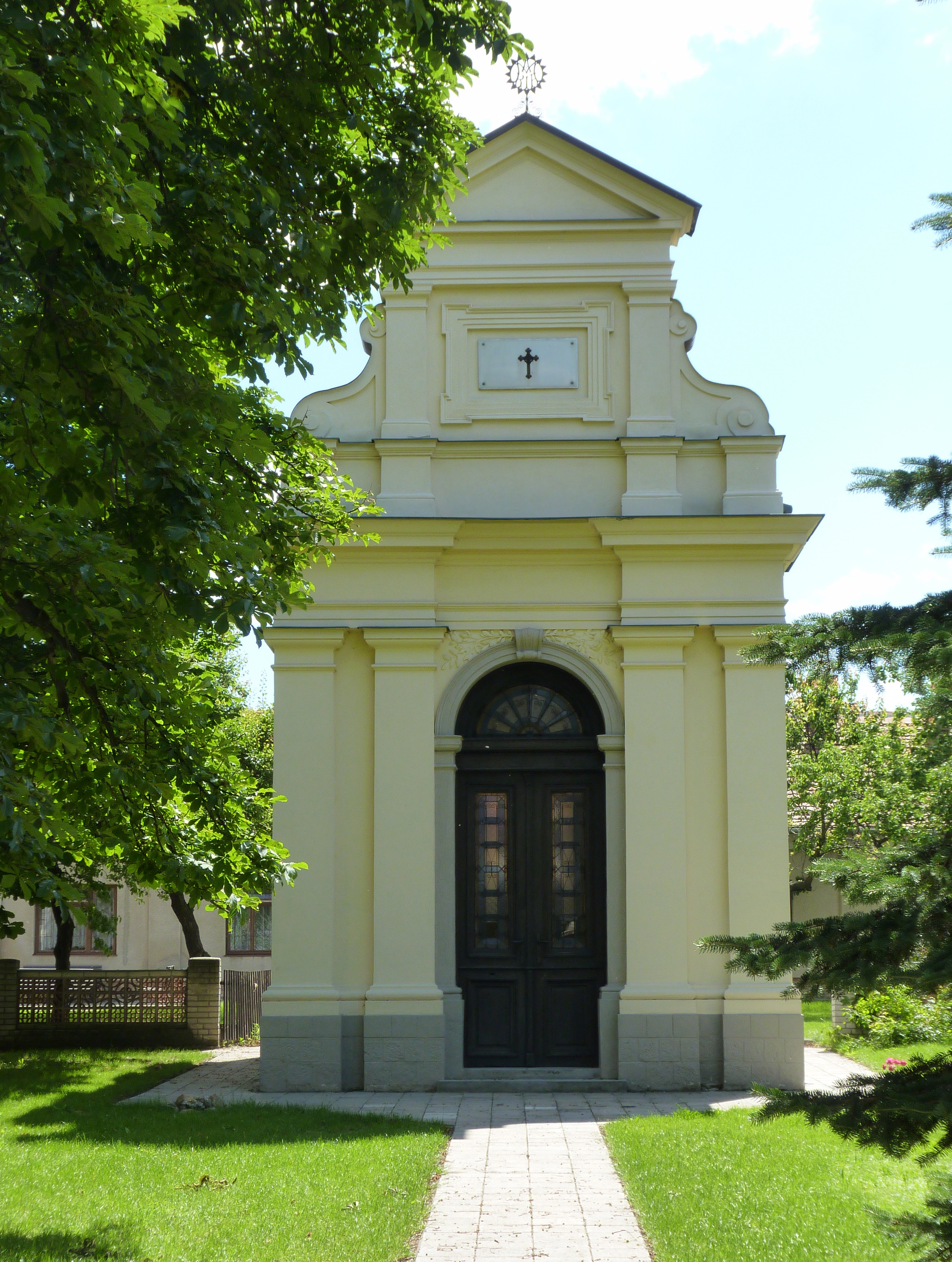
Cappella di Sant'Anna

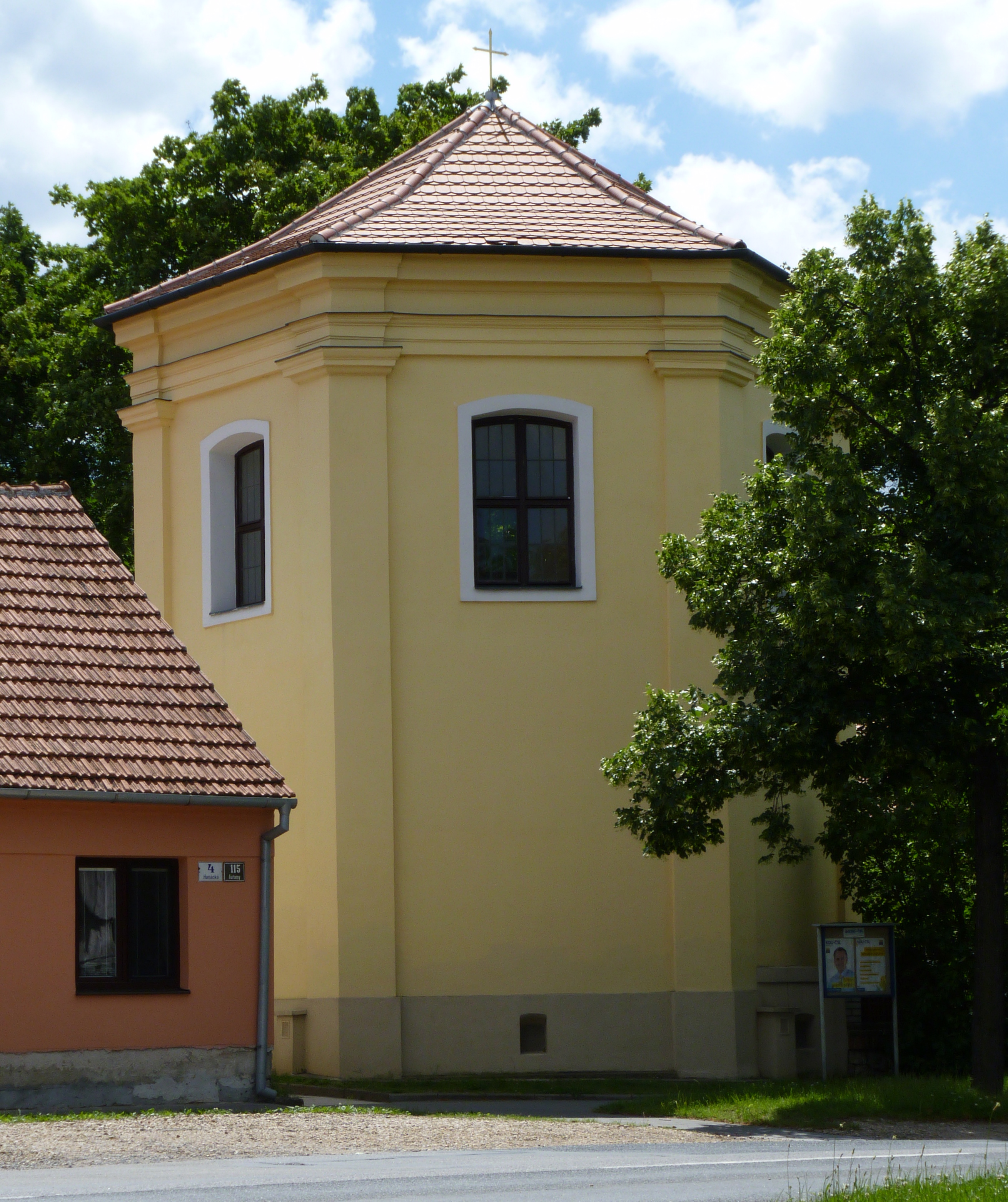
Cappella dell'Annunciazione della Vergine Maria

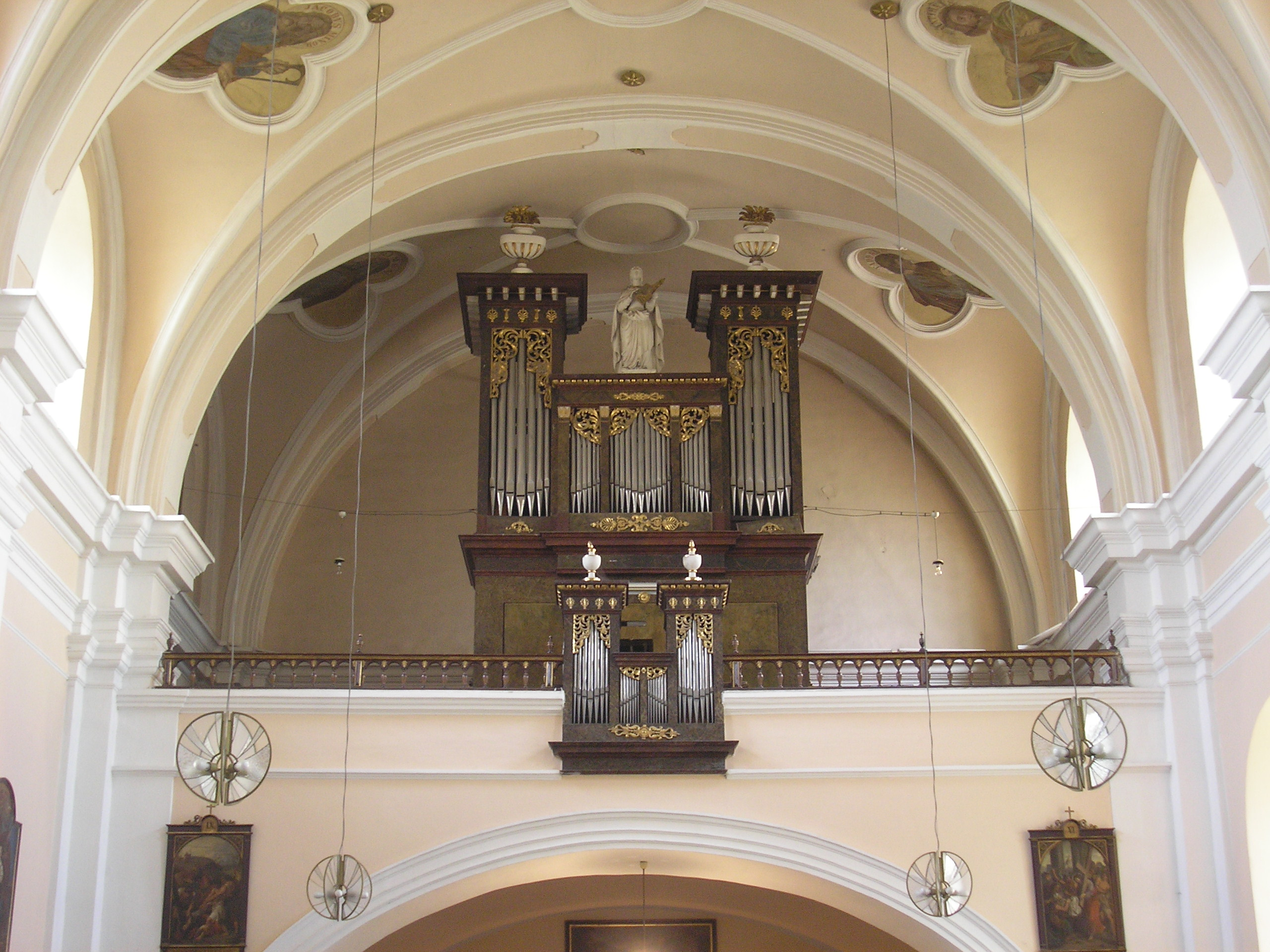
Organo a canne posto in controfacciata

La chiesa dell'Annunciazione di Maria Vergine e un luogo di pellegrinaggio legato al ritrovamento di una statuetta della Vergine Maria seduta con il Bambino Gesù in un cespuglio spinoso. Sul preciso luogo del ritrovamento si trova la cappella dedicaca all'Apparizione della Vergine Maria risalente al XIX secolo. Il complesso barocco risale alla metà del XVII secolo. Alla fine del XIX secolo alla chiesa furono aggiunte le due alte torri campanarie.
La storia del luogo di culto e di pellegrinaggio inizia negli anni tra il 1693 e il 1698 quando a Tuřany fu costruita la cappella ma la leggenda vuole che le origini vadano ricercate ai tempi di Cirillo e Metodio quando i santi apostoli slavi portarono la statua raffigurante la Madre di Dio in Moravia. Durante il periodo della Grande Moravia la statua fu nascosta nella foresta e intorno al 1050 un contadino la trovò sotto un cespuglio spinoso e in seguito sul sito venne edificata poi la prima cappella. Negli anni tra il 1804 e il 1806 fu ampliata fino ad arrivare alle dimensioni recenti della chiesa.
La parrocchia nel 2009 è stata visitata da papa Benedetto XVI che ha celebrato la santa messa davanti a 120.000 pellegrini all'aeroporto di Tuřany.

## Descrizione

### Esterni
La chiesa dell'Annunciazione di Maria Vergine si trova a Tuřany, frazione di Brno nella Moravia Meridionale, Repubblica Ceca. La chiesa ha una facciata basilicale barocca a salienti caratterizzata da lesene di diversi ordini che la dividono orizzontalmente in settori. Nella parte bassa del settore centrale si trova il portale di accesso sormontato in asse dalla nicchia piatta con l'affresco raffigurante Maria in trono col Bambino. Nelle parti laterali altre due nicchie con santi. Le torri campanarie sono due, gemelle, poste anteriormente e addossate ai lati della facciata. Il complesso è costituito, oltre che dalla chiesa, da altri monumenti posti sotto tutela, che sono la cappella di Sant'Anna,  la cappella dell'Annunciazione della Vergine Maria con cripta sotterranea della seconda metà del XVII secolo, successivamente adattata a cappella per onorare le vittime delle guerre mondiali e la statua raffigurante Giovanni Nepomuceno posta anteriormente alla chiesa su un alto basamento.

### Interni
La sala è di grandi dimensioni. Il presbiterio è posto nel sito originale dell'antica chiesa dove nel 1050 fu scoperta la statua raffigurante la Vergine Maria. L'antica statua si conserva sull'altare maggiore della chiesa ed è da secoli meta di pellegrinaggio.

### Monumento nazionale culturale della Repubblica Ceca
La tutela dei monumenti della Repubblica Ceca considera la chiesa dell'Annunciazione di Maria Vergine di Tuřany a Brno un monumento culturale nazionale tutelato col numero di catalogo 1000138246. Ad essere tutelata non è solo la chiesa ma anche le cappelle di Sant'Anna e dell'Annunciazione della Vergine Maria oltre alla statua raffigurante San Giovanni Nepomuceno posta accanto al portale della facciata.